# Eva (Alabama)
Eva ist ein Ort im Morgan County, Alabama, USA. Die Gesamtfläche des Ortes beträgt 7,6 km². 2020 hatte Eva 589 Einwohner.

## Demographie
Bei der Volkszählung aus dem Jahr 2000 hatte Eva 491 Einwohner, die sich auf 194 Haushalte und 152 Familien verteilten. Die Bevölkerungsdichte betrug 64,9 Einwohner/km². 98,37 % der Bevölkerung waren weiß, 0,2 % indianisch. In 31,4 % der Haushalte lebten Kinder unter 18 Jahren. Das Durchschnittseinkommen betrug 38.958 Dollar pro Haushalt, wobei 6,7 % der Bevölkerung unterhalb der Armutsgrenze lebten.